# Auvillars
Auvillars és un municipi francès situat al departament de Calvados i a la regió de Normandia. L'any 2007 tenia 209 habitants.

## Demografia

### Població
El 2007 la població de fet d'Auvillars era de 209 persones. Hi havia 87 famílies de les quals 20 eren unipersonals (20 dones vivint soles i 20 dones vivint soles), 31 parelles sense fills, 20 parelles amb fills i 16 famílies monoparentals amb fills.
La població ha evolucionat segons el següent gràfic:
Habitants censats

### Habitatges
El 2007 hi havia 163 habitatges, 86 eren l'habitatge principal de la família, 73 eren segones residències i 4 estaven desocupats. Tots els 158 habitatges eren cases. Dels 86 habitatges principals, 68 estaven ocupats pels seus propietaris, 13 estaven llogats i ocupats pels llogaters i 6 estaven cedits a títol gratuït; 2 tenien una cambra, 2 en tenien dues, 16 en tenien tres, 15 en tenien quatre i 52 en tenien cinc o més. 69 habitatges disposaven pel capbaix d'una plaça de pàrquing. A 44 habitatges hi havia un automòbil i a 39 n'hi havia dos o més.

### Piràmide de població
La piràmide de població per edats i sexe el 2009 era:
| Homes | Edats   | Dones |
| ----- | ------- | ----- |
| 0     | 95 o +  | 0     |
| 0     | 90 a 94 | 0     |
| 0     | 85 a 89 | 0     |
| 0     | 80 a 84 | 0     |
| 0     | 75 a 79 | 4     |
| 12    | 70 a 74 | 0     |
| 4     | 65 a 69 | 8     |
| 12    | 60 a 64 | 0     |
| 0     | 55 a 59 | 4     |
| 4     | 50 a 54 | 4     |
| 0     | 45 a 49 | 8     |
| 0     | 40 a 44 | 0     |
| 20    | 35 a 39 | 16    |
| 8     | 30 a 34 | 8     |
| 8     | 25 a 29 | 12    |
| 4     | 20 a 24 | 0     |
| 0     | 15 a 19 | 4     |
| 8     | 10 a 14 | 16    |
| 12    | 5 a 9   | 8     |
| 4     | 0 a 4   | 8     |

## Economia
El 2007 la població en edat de treballar era de 130 persones, 98 eren actives i 32 eren inactives. De les 98 persones actives 94 estaven ocupades (52 homes i 42 dones) i 4 estaven aturades (2 homes i 2 dones). De les 32 persones inactives 16 estaven jubilades, 3 estaven estudiant i 13 estaven classificades com a «altres inactius».

### Ingressos
El 2009 a Auvillars hi havia 92 unitats fiscals que integraven 233 persones, la mediana anual d'ingressos fiscals per persona era de 17.445 €.

### Activitats econòmiques
Dels 13 establiments que hi havia el 2007, 1 era d'una empresa de fabricació d'altres productes industrials, 4 d'empreses de construcció, 1 d'una empresa de comerç i reparació d'automòbils, 1 d'una empresa de transport, 3 d'empreses de serveis, 1 d'una entitat de l'administració pública i 2 d'empreses classificades com a «altres activitats de serveis».
Dels 3 establiments de servei als particulars que hi havia el 2009, 1 era un guixaire pintor, 1 fusteria i 1 electricista.
L'any 2000 a Auvillars hi havia 14 explotacions agrícoles que ocupaven un total de 208 hectàrees.

## Equipaments sanitaris i escolars
El 2009 hi havia una escola elemental.

## Poblacions més properes
El següent diagrama mostra les poblacions més properes.